# Герб Теплодара
Герб Теплода́ра затверджений у 2005 році рішенням 23 сесії Теплодарської міської ради. Герб є промовистим.

## Великий герб
Щит герба вигнуто-перетятий на лазур і золото закруглений унизу. Горішна частина бази щита синього тинктуру, долішна — золотого. В середині горішної частини бази щита крізь синій тинктур вирує двокольорове — з золота більшого розміру та червлення меншого — полум'я вогню. В середині долішної частини бази щита по вертикалі розташовано лазурове древко смолоскипу, що догори звужене під конус.
У цілому щит розміщено в золотий, із тонкими чорними прожилками орнаменту, облямований по внутрішньому краю тонкою червленою картуш, який у нижній зовнішній частині має трохи випукле звужене донизу загострення. Щит увінчано золотою трибаштовою короною з кам'яної кладки.

## Малий герб
Це символ, офіційна емблема міста Теплодар Одеської області, яка засобами специфічної геральдичної мови відображається історія, особливості та традиції міста. В основі створення Малого герба лежить символіка і колористика герба міста Теплодар.
Малий герб відрізняється від великого використанням лише тієї частини елементів великого герба, що не містять в собі картуша лицарської величі та золотої трибаштової корони з кам'яною кладкою.